# Oleria didymaea
Oleria didymaea är en fjärilsart som beskrevs av William Chapman Hewitson 1876. Oleria didymaea ingår i släktet Oleria och familjen praktfjärilar. Inga underarter finns listade i Catalogue of Life.